# Liste d'œuvres de la Collection E. G. Bührle
Liste d'œuvres de la collection Emil G. Bührle par époque.

## XVIesiècleetXVIIesiècle
| Image | Peintre                    | Titre                                      | Date        | Technique                | Dimensions  | Référence   |
| ----- | -------------------------- | ------------------------------------------ | ----------- | ------------------------ | ----------- | ----------- |
|       | Joachim Patinier (?)       | Baptême du Christ et Sermon de Saint Jean  | vers 1520   | Huile sur panneau        | 33 × 46 cm  | Site Bührle |
|       | Albert Cuyp (1620-1691)    | Orage sur Dordrecht                        | vers 1645   | Huile sur panneau        | 77 × 107 cm | Site Bührle |
|       | Govert Flinck (1615-1660)  | Dame en costume oriental d'après Rembrandt | 1636        | huile sur toile          | 77 × 107 cm | Site Bührle |
|       | Jan van Goyen (1596-1656)  | Paysage fluvial avec un ferry              | 1625        | Huile sur panneau        | 42 × 65 cm  | Site Bührle |
|       | Frans Hals                 | Portrait d'homme                           | (1660-1666) | huile sur toile          | 70 × 58 cm  | Site Bührle |
|       | Meindert Hobbema           | Paysage avec taverne                       | vers 1665   | Huile sur bois           | 47 × 53 cm  | Site Bührle |
|       | Willem Kalf                | Nature morte à la coupe de Nautilus        | vers 1660   | huile sur toile          | 66 × 56 cm  | Site Bührle |
|       | Philips Koninck            | Paysage avec voyageur au repos             | 1665        | huile sur toile          | 65 × 94 cm  | Site Bührle |
|       | Jacob Ochtervelt           | Les Joueurs de backgammon                  | 1667-1669   | Huile sur panneau        | 59 × 46 cm  | Site Bührle |
|       | Rembrandt (?)              | Nature morte de chasse au butor            | 1630        | huile sur toile          | 120 × 91 cm | Bührle      |
|       | Pierre Paul Rubens         | Saint Augustin                             | 1620        | Huile sur panneau        | 48 × 63 cm  | Site Bührle |
|       | Salomon van Ruysdael       | Bord de rivière avec un village            | vers 1645   | Huile sur panneau        | 64 × 93 cm  | Site Bührle |
|       | Salomon van Ruysdael       | Vue de Rhenen                              | 1651        | Huile sur panneau        | 43 × 54 cm  | Site Bührle |
|       | Pieter Jansz Saenredam     | Intérieur de l'église Saint-Bavon, Haarlem | 1636        | Huile sur panneau        | 43 × 37 cm  | Site Bührle |
|       | Jan Steen                  | Les Lecteurs de journaux                   | 1660-1670   | Huile sur bois           | 34 × 44 cm  | Site Bührle |
|       | David Teniers le Jeune     | Fête villageoise                           | 1646        | huile sur toile sur bois | 57 × 79 cm  | Site Bührle |
|       | Gerard ter Borch           | La Visite                                  | vers 1660   | huile sur toile          | 91 × 103 cm | Site Bührle |
|       | Jorge Manuel Theotocopouli | La Naissance de la vierge                  | 1608/20     | huile sur toile          | 62 × 36 cm  | Site Bührle |
|       | Emanuel de Witte           | Intérieur de l'Oude Kerk à Amsterdam       | vers 1685   | Huile sur panneau        | 54 × 45 cm  | Site Bührle |

## XVIIIesiècle
| Image | Peintre                   | Titre                                                               | Date      | Technique                  | Dimensions   | Référence   |
| ----- | ------------------------- | ------------------------------------------------------------------- | --------- | -------------------------- | ------------ | ----------- |
|       | François Boucher          | Deux paysannes près d'une fontaine rustique                         | 1765      | huile sur toile            | 35 × 44 cm   | Site Bührle |
|       | Canaletto                 | Santa Maria della Salute                                            | 1738-1742 | huile sur toile            | 121 × 152 cm | Site Bührle |
|       | Canaletto                 | Le Grand Canal vers le sud-ouest du Pont du Rialto à la Ca' Foscari | 1738-1742 | huile sur toile            | 121 × 152 cm | Site Bührle |
|       | Jean-Honoré Fragonard (?) | Hubert Robert (?)                                                   |           | huile sur papier sur toile | 42 × 34 cm   | Site Bührle |
|       | Francisco de Goya (?)     | Procession à Valence                                                | 1810-1812 | huile sur toile            | 35 × 44 cm   | Site Bührle |
|       | Francesco Guardi          | La Crucifixion avec les trois Marie et Saint Jean                   | 1740-1750 | huile sur toile            | 72 × 55 cm   | Site Bührle |
|       | Francesco Guardi          | Le Bucentaure se dirige vers S. Nicolò di Lido                      | 1780-1785 | huile sur toile            | 62 × 93 cm   | Site Bührle |
|       | Giambattista Tiepolo      | Diane et Actéon                                                     | 1743-1744 | huile sur toile            | 79 × 90 cm   | Site Bührle |
|       | François-André Vincent    | Jeune femme au turban                                               | vers 1774 | huile sur toile            | ∅ 56 cm      | Site Bührle |

## XIXesiècle
| Image | Peintre                       | Titre                                                               | Date      | Technique         | Dimensions            | Référence   |
| ----- | ----------------------------- | ------------------------------------------------------------------- | --------- | ----------------- | --------------------- | ----------- |
|       | Théodore Chassériau           | Retour des blessés                                                  | 1853      | huile sur panneau | 37 × 51 cm            | Site Bührle |
|       | Jean-Baptiste Camille Corot   | Les Quatre arbres en bordure de plaine                              | 1869/70   | huile sur toile   | 46 × 38 cm            | Site Bührle |
|       | Jean-Baptiste Camille Corot   | La Liseuse                                                          | 1845-1850 | huile sur toile   | 42 × 32 cm            | Site Bührle |
|       | Jean-Baptiste Camille Corot   | Moine assis lisant                                                  | vers 1865 | huile sur toile   | 73 × 50 cm            | Site Bührle |
|       | Jean-Baptiste Camille Corot   | Bateau près d'une rivière                                           | vers 1862 | huile sur toile   | 73 × 50 cm            | Site Bührle |
|       | Gustave Courbet               | Portrait d'homme                                                    | 1849-1850 | huile sur toile   | 70 × 60 cm            | Site Bührle |
|       | Gustave Courbet               | Le Sculpteur Louis-Joseph Lebœuf                                    | 1863      | huile sur toile   | 65 × 50 cm            | Site Bührle |
|       | Eugène Delacroix              | Autoportrait                                                        | 1830-1835 | huile sur toile   | 36 × 28 cm            | Site Bührle |
|       | Eugène Delacroix              | Apollon vainqueur du serpent Python (Esquisse du plafond d'Apollon) | vers 1853 | huile sur toile   | 110 × 99 cm           | Site Bührle |
|       | Eugène Delacroix              | Daniel dans la fosse aux lions                                      | 1853      | huile sur toile   | 73 × 60 cm            | Site Bührle |
|       | Eugène Delacroix              | Le Christ sur le lac de Génézareth                                  | 1853      | huile sur toile   | 60 × 73 cm            | Site Bührle |
|       | Eugène Delacroix              | Le Triomphe de Bacchus                                              | vers 1861 | huile sur toile   | 92 × 143 cm           | Site Bührle |
|       | Eugène Delacroix              | Le Triomphe d'Amphitrite                                            | vers 1861 | huile sur toile   | 92 × 143 cm           | Site Bührle |
|       | Eugène Delacroix              | Le Sultan du Maroc et son entourage ou Mouley Abd-el-Rahman         | 1862      | huile sur toile   | 69 × 57 cm            | Site Bührle |
|       | Théodore Géricault            | Combat de chiens et d'ours                                          | 1812/16   | huile sur toile   | 28 × 37 cm            | Site Bührle |
|       | Jean-Auguste-Dominique Ingres | Hippolyte-François Devillers                                        | 1811      | huile sur toile   | 96 × 78 cm            | Site Bührle |
|       | Jean-Auguste-Dominique Ingres | Madame J.-A.-D. Ingres née Madeleine Chapelle                       | vers 1814 | huile sur toile   | 70 × 57 cm            | Site Bührle |
|       | Pierre Puvis de Chavannes     | Concordia                                                           | vers 1861 | huile sur toile   | 76 × 95 cm avec cadre | Site Bührle |
|       | Pierre Puvis de Chavannes     | L'Enfant prodigue                                                   | 1879      | huile sur toile   | 130 × 96 cm           | Site Bührle |

## Impressionnisme
| Image | Peintre             | Titre                                                       | Date      | Technique                                                | Dimensions   | Référence   |
| ----- | ------------------- | ----------------------------------------------------------- | --------- | -------------------------------------------------------- | ------------ | ----------- |
|       | Eugène Boudin       | Trouville, Les Jetées, marée basse                          | 1883-1887 | huile sur panneau                                        | 23 × 32 cm   | Site Bührle |
|       | Eugène Boudin       | Berck, Pêcheuses sur la plage, marée basse                  | 1894      | huile sur panneau                                        | 22 × 33 cm   | Site Bührle |
|       | Mary Cassatt        | Thomas somnolent suce son pouce                             |           | pastel                                                   | 55 × 46 cm   | Site Bührle |
|       | Gustave Courbet     | Biches et chevreuil près d'une rivière                      | vers 1866 | huile sur toile                                          | 73 × 92 cm   | Site Bührle |
|       | Honoré Daumier      | Le Spectacle gratis                                         | 1843/45   | Huile sur bois                                           | 55 × 44 cm   | Site Bührle |
|       | Honoré Daumier      | Les Deux avocats                                            | 1855/57   | Huile sur bois                                           | 20 × 26 cm   | Site Bührle |
|       | Honoré Daumier      | Fumeur et buveur d'absinthe                                 | 1856/60   | Huile sur bois                                           | 27 × 34 cm   | Site Bührle |
|       | Edgar Degas         | Madame Camus au piano                                       | 1869      | huile sur toile                                          | 139 × 94 cm  | Site Bührle |
|       | Edgar Degas         | 1re Étude pour le portrait de Madame Camus (la main droite) | 1869      | pastel                                                   | 43 × 32 cm   | Site Bührle |
|       | Edgar Degas         | 2e Étude pour le portrait de Madame Camus (la main gauche)  | 1869      | pastel                                                   | 32 × 44 cm   | Site Bührle |
|       | Edgar Degas         | Ludovic Lepic et ses filles                                 | vers 1871 | huile sur toile                                          | 65 × 81 cm   | Site Bührle |
|       | Edgar Degas         | Avant le départ                                             | 1878-1880 | huile sur toile                                          | 39 × 89 cm   | Site Bührle |
|       | Edgar Degas         | Danseuses au foyer                                          | vers 1889 | huile sur toile                                          | 41 × 92 cm   | Site Bührle |
|       | Edgar Degas         | Danseuses dans un paysage                                   | vers 1897 | Pastel                                                   | 89 × 65 cm   |             |
|       | Edgar Degas         | Femme s'essuyant                                            | 1896-1898 | Pastel sur papier sur carton                             | 66 × 61 cm   | Site Bührle |
|       | Edgar Degas         | La Petite Danseuse de quatorze ans                          | 1880/81   | Bronze, partiellement peint jupe en coton, ruban de soie | 98 cm        | Site Bührle |
|       | Henri Fantin-Latour | Autoportrait assis, la palette à la main                    | 1861      | huile sur toile                                          | 81 × 65 cm   | Site Bührle |
|       | Henri Fantin-Latour | Roses et lis dans un vase                                   | 1864      | huile sur toile                                          | 57 × 42 cm   | Site Bührle |
|       | Henri Fantin-Latour | Pivoines et pêches                                          | 1873      | huile sur toile                                          | 55 × 55 cm   | Site Bührle |
|       | Édouard Manet       | Le Bassin d'Arcachon                                        | 1871      | huile sur toile                                          | 37 × 56 cm   | Site Bührle |
|       | Édouard Manet       | Oloron-Sainte-Marie                                         | 1871      | huile sur toile                                          | 42 × 62 cm   | Site Bührle |
|       | Édouard Manet       | La Sultane                                                  | vers 1871 | huile sur toile                                          | 96 × 74 cm   | Site Bührle |
|       | Édouard Manet       | Les Hirondelles                                             | 1873      | huile sur toile                                          | 65 × 81 cm   | Site Bührle |
|       | Édouard Manet       | Le Suicidé                                                  | vers 1877 | huile sur toile                                          | 38 × 46 cm   | Site Bührle |
|       | Édouard Manet       | Coin de jardin de Bellevue                                  | 1880      | huile sur toile                                          | 91 × 70 cm   | Site Bührle |
|       | Édouard Manet       | La Toilette                                                 | vers 1880 | pastel sur toile                                         | 55 × 46 cm   | Site Bührle |
|       | Édouard Manet       | Le Grand-duc                                                | 1881      | huile sur toile                                          | 97 × 64 cm   | Site Bührle |
|       | Claude Monet        | Le Dîner                                                    | 1868/69   | huile sur toile                                          | 50 × 65 cm   | Site Bührle |
|       | Claude Monet        | Champ de coquelicots près de Vétheuil                       | vers 1879 | huile sur toile                                          | 73 × 92 cm   | Site Bührle |
|       | Claude Monet        | Champ de coquelicots                                        | 1880      | huile sur toile                                          | 73 × 60 cm   | Site Bührle |
|       | Claude Monet        | Le Jardin de Monet à Giverny                                | 1895      | huile sur toile                                          | 81 × 92 cm   | Site Bührle |
|       | Claude Monet        | Waterloo Bridge, effet de soleil                            | 1899-1901 | huile sur toile                                          | 65 × 100 cm  | Site Bührle |
|       | Claude Monet        | Le Bassin aux nymphéas, reflets verts                       | 1920-1926 | huile sur toile                                          | 200 × 425 cm | Site Bührle |
|       | Berthe Morisot      | Albine Sermicoli à l'atelier                                | 1889      | huile sur toile                                          | 60 × 73 cm   | Site Bührle |
|       | Camille Pissarro    | La Conversation, Louveciennes                               | 1870      | huile sur toile                                          | 100 × 81 cm  | Site Bührle |
|       | Camille Pissarro    | La Route de Versailles, Louveciennes, neige                 | vers 1870 | huile sur toile                                          | 43 × 65 cm   | Site Bührle |
|       | Camille Pissarro    | Route d'Osny à Pontoise, gelée blanche                      | 1873      | huile sur toile                                          | 50 × 65 cm   | Site Bührle |
|       | Camille Pissarro    | Vue sur le village de Marly-le-Roi                          | 1870      | huile sur toile                                          | 46 × 71 cm   | Site Bührle |
|       | Camille Pissarro    | Paysanne démêlant de la laine                               | 1875      | huile sur toile                                          | 56 × 47 cm   | Site Bührle |
|       | Auguste Renoir      | Portrait du peintre Sisley                                  | 1864      | huile sur toile                                          | 81 × 65 cm   | Site Bührle |
|       | Auguste Renoir      | Irène Cahens d'Anvers (La petite Irène)                     | 1880      | huile sur toile                                          | 65 × 54 cm   | Site Bührle |
|       | Auguste Renoir      | Faisan et perdrix                                           | vers 1881 | huile sur toile                                          | 40 × 65 cm   | Site Bührle |
|       | Auguste Renoir      | Nature morte avec dahlias                                   | 1885-1890 | huile sur toile                                          | 65 × 54 cm   | Site Bührle |
|       | Auguste Renoir      | Les Deux fillettes ou Chapeaux d'été                        | 1893      | huile sur toile                                          | 65 × 54 cm   | Site Bührle |
|       | Auguste Renoir      | La Source                                                   | 1906      | huile sur toile                                          | 92 × 73 cm   | Site Bührle |
|       | Alfred Sisley       | Les Régates à Hampton Court                                 | 1874      | huile sur toile                                          | 46 × 61 cm   | Site Bührle |
|       | Alfred Sisley       | La Route de Saint-Germain près de Marly                     | 1875      | huile sur toile                                          | 46 × 55 cm   | Site Bührle |
|       | Alfred Sisley       | L'Été à Bougival                                            | 1876      | huile sur toile                                          | 47 × 62 cm   | Site Bührle |
|       | Alfred Sisley       | Chalands à St-Mammès                                        | vers 1885 | huile sur toile                                          | 38 × 55 cm   | Site Bührle |

## Post-impressionnisme
| Image | Peintre                   | Titre                                                  | Date      | Technique                   | Dimensions  | Référence   |
| ----- | ------------------------- | ------------------------------------------------------ | --------- | --------------------------- | ----------- | ----------- |
|       | Pierre Bonnard            | Le Déjeuner                                            | 1899      | huile sur carton            | 54 × 70 cm  | Site Bührle |
|       | Pierre Bonnard            | Ambroise Vollard                                       | vers 1904 | huile sur toile             | 73 × 60 cm  | Site Bührle |
|       | Pierre Bonnard            | Femme à sa toilette                                    | vers 1905 | huile sur toile             | 53 × 51 cm  | Site Bührle |
|       | Pierre Bonnard            | Intérieur                                              | vers 1905 | huile sur toile             | 59 × 40 cm  | Site Bührle |
|       | Pierre Bonnard            | Place de la Concorde                                   | vers 1910 | huile sur carton            | 47 × 63 cm  | Site Bührle |
|       | Paul Gauguin              | La Brodeuse (Mette Gauguin)                            | 1880      | huile sur toile             | 116 × 81 cm | Site Bührle |
|       | Paul Gauguin              | Les Tournesols sur un fauteuil                         | 1901      | huile sur toile             | 68 × 75 cm  | Site Bührle |
|       | Paul Gauguin              | L'Offrande                                             | 1902      | huile sur toile             | 68 × 78 cm  | Site Bührle |
|       | Paul Gauguin              | Idylle à Tahiti                                        | 1901      | huile sur toile             | 74 × 94 cm  | Site Bührle |
|       | Paul Gauguin              | Fruits et couteau                                      | 1901      | huile sur toile             | 66 × 75 cm  | Site Bührle |
|       | Paul Gauguin              | La Route montante                                      | 1884      | huile sur toile             | 46 × 38 cm  | Site Bührle |
|       | Vincent van Gogh          | Le Vieux clocher                                       | 1884      | huile sur toile             | 47 × 55 cm  | Site Bührle |
|       | Vincent van Gogh          | Tête de paysanne                                       | 1885      | huile sur toile             | 41 × 30 cm  | Site Bührle |
|       | Vincent van Gogh          | Autoportrait                                           | 1887      | huile sur toile             | 47 × 35 cm  | Site Bührle |
|       | Vincent van Gogh          | Les Ponts d'Asnières                                   | 1887      | huile sur toile             | 53 × 67 cm  | Site Bührle |
|       | Vincent van Gogh          | Le Semeur au soleil couchant                           | 1888      | huile sur toile             | 73 × 92 cm  | Site Bührle |
|       | Vincent van Gogh          | Deux Paysannes ou Les Sarcleuses                       | 1890      | huile sur papier sur toile  | 49 × 64 cm  | Site Bührle |
|       | Vincent van Gogh          | Branches de marronnier en fleur                        | 1890      | huile sur toile             | 73 × 92 cm  | Site Bührle |
|       | Odilon Redon              | Le Calvaire                                            | vers 1895 | pastel sur carton           | 69 × 53 cm  | Site Bührle |
|       | Odilon Redon              | La Chute de Phaëton                                    | 1910      | huile sur papier            | 40 × 48 cm  | Site Bührle |
|       | Georges Seurat            | Étude pour "La Grande-Jatte"                           | 1884-1885 | huile sur toile             | 16 × 25 cm  | Site Bührle |
|       | Georges Seurat            | Étude pour "La Parade de cirque"                       | 1887      | huile sur toile             | 16 × 26 cm  | Site Bührle |
|       | Paul Signac               | Les Modistes ou Deux stylistes rue du Caire            | 1885-1886 | huile sur toile             | 116 × 89 cm | Site Bührle |
|       | Paul Signac               | Canal della Giudecca, Matin (Santa Maria della Salute) | 1905      | huile sur toile             | 65 × 81 cm  | Site Bührle |
|       | Henri de Toulouse-Lautrec | François Gauzi                                         | 1886      | huile sur toile             | 46 × 38 cm  | Site Bührle |
|       | Henri de Toulouse-Lautrec | Georges-Henri Manuel                                   | 1891      | gouache sur carton          | 88 × 51 cm  | Site Bührle |
|       | Henri de Toulouse-Lautrec | Au lit                                                 | 1892      | gouache sur carton          | 53 × 34 cm  | Site Bührle |
|       | Henri de Toulouse-Lautrec | Confettis                                              | 1893      | huile sur toile             | 55 × 43 cm  | Site Bührle |
|       | Henri de Toulouse-Lautrec | Les Deux amies                                         | 1895      | Gouache sur carton          | 64 × 84 cm  | Site Bührle |
|       | Henri de Toulouse-Lautrec | Messaline                                              | 1900      | huile sur toile             | 92 × 68 cm  | Site Bührle |
|       | Édouard Vuillard          | Le Salon des Natanson (rue Saint-Florentin)            | 1897/98   | Huile sur papier sur bois   | 45 × 51 cm  | Site Bührle |
|       | Édouard Vuillard          | Le Numéro d'illusionniste                              | vers 1895 | huile sur carton            | 49 × 39 cm  | Site Bührle |
|       | Édouard Vuillard          | La Visiteuse                                           | vers 1900 | huile sur papier, sur toile | 59 × 51 cm  | Site Bührle |
|       | Édouard Vuillard          | Autoportrait                                           | vers 1906 | huile sur carton            | 48 × 48 cm  | Site Bührle |

## Art moderne
| Image | Peintre             | Titre                               | Date      | Technique                  | Dimensions   | Référence   |
| ----- | ------------------- | ----------------------------------- | --------- | -------------------------- | ------------ | ----------- |
|       | Georges Braque      | Bateau au Havre                     | vers 1905 | huile sur carton           | 54 × 65 cm   | Site Bührle |
|       | Georges Braque      | Le Port de l'Estaque                | vers 1906 | huile sur toile            | 38 × 46 cm   | Site Bührle |
|       | Georges Braque      | Homme au violon                     | 1912      | huile sur toile, ovale     | 100 × 73 cm  | Site Bührle |
|       | Georges Braque      | Fruits sur une nappe                | 1924      | huile sur toile            | 31 × 65 cm   | Site Bührle |
|       | Paul Cézanne        | La Tentation de saint Antoine       | vers 1870 | huile sur toile            | 57 × 76 cm   | Site Bührle |
|       | Paul Cézanne        | Paysage                             | vers 1879 | huile sur toile            | 54 × 73 cm   | Site Bührle |
|       | Paul Cézanne        | Madame Cézanne à l'éventail         | 1878/88   | huile sur toile            | 92 × 73 cm   | Site Bührle |
|       | Paul Cézanne        | Portrait de l'artiste à la palette  | vers 1890 | huile sur toile            | 92 × 73 cm   | Site Bührle |
|       | Paul Cézanne        | Le Garçon au gilet rouge            | 1888/90   | huile sur toile            | 79 × 64 cm   | Site Bührle |
|       | Paul Cézanne        | Usines près du Mont de Cengle       | 1867/69   | huile sur toile            | 41 × 55 cm   | Site Bührle |
|       | Paul Cézanne        | Le Mont de Cengle                   | 1904/06   | huile sur toile            | 73 × 92 cm   | Site Bührle |
|       | Paul Cézanne        | Le Jardinier Vallier                | 1904/06   | huile sur toile            | 65 × 54 cm   | Site Bührle |
|       | Paul Cézanne        | Fleurs et fruits                    | 1872/73   | huile sur toile            | 38 × 46 cm   | Site Bührle |
|       | Marc Chagall        | Le Mariage russe                    | 1909      | huile sur toile            | 68 × 97 cm   | Site Bührle |
|       | André Derain        | Scène d'intérieur                   | vers 1904 | huile sur toile            | 94 × 85 cm   | Site Bührle |
|       | Raoul Dufy          | La Fête foraine                     | vers 1906 | huile sur toile            | 54 × 65 cm   | Site Bührle |
|       | Raoul Dufy          | La Terrasse aux arcades à Vallauris | 1927      | huile sur toile            | 73 × 92 cm   | Site Bührle |
|       | Juan Gris           | Carafe, bol et verre                | 1919      | huile sur toile            | 33 × 41 cm   | Site Bührle |
|       | Juan Gris           | La Poire                            | 1919      | huile sur toile            | 33 × 41 cm   | Site Bührle |
|       | Oskar Kokoschka     | Emil Bührle                         | 1952      | huile sur toile            | 125 × 90 cm  | Site Bührle |
|       | Albert Marquet      | Le Havre                            | 1906      | huile sur toile            | 65 × 81 cm   | Site Bührle |
|       | Henri Matisse       | Pont Saint-Michel, effet de neige   | 1897      | huile sur toile            | 60 × 73 cm   | Site Bührle |
|       | Amedeo Modigliani   | Dr Louis Devraigne                  | 1915      | huile sur toile            | 61 × 50 cm   | Site Bührle |
|       | Amedeo Modigliani   | Nu couché                           | 1916      | huile sur toile            | 65 × 87 cm   | Site Bührle |
|       | Pablo Picasso       | Gustave Coquiot                     | 1901      | huile sur carton           | 46 × 37 cm   | Site Bührle |
|       | Pablo Picasso       | Devant l'église                     | 1901-1902 | huile sur toile            | 46 × 55 cm   | Site Bührle |
|       | Pablo Picasso       | Barcelone la nuit                   | 1903      | huile sur toile            | 67 × 50 cm   | Site Bührle |
|       | Pablo Picasso       | L'Italienne                         | 1917      | huile sur toile            | 149 × 101 cm | Site Bührle |
|       | Pablo Picasso       | Fleurs et citrons                   | 1941      | huile sur toile            | 92 × 73 cm   | Site Bührle |
|       | Georges Rouault     | Les Cavaliers au crépuscule         | vers 1920 | huile sur papier sur toile | 71 × 107 cm  | Site Bührle |
|       | Georges Rouault     | Le Couple (La loge)                 | 1905      | gouache sur papier         | 96 × 79 cm   | Site Bührle |
|       | Georges Rouault     | Clown à la table                    | vers 1937 |                            | 34 × 50 cm   | Site Bührle |
|       | Maurice de Vlaminck | La Papeterie, Nanterre ou L'Usine   | 1904      | huile sur toile            | 65 × 81 cm   | Site Bührle |
|       | Maurice de Vlaminck | Chaland sur la Seine au Pecq        | 1906      | huile sur toile            | 65 × 92 cm   | Site Bührle |
|       | Maurice de Vlaminck | Oranges                             | 1907-1908 | huile sur toile            | 44 × 54 cm   | Site Bührle |
|       | Chaïm Soutine       | Les Deux faisans                    | 1924-1925 | huile sur toile            | 50 × 61 cm   | Site Bührle |
|       | Chaïm Soutine       | Portrait d'une dame                 | vers 1928 | huile sur toile            | 73 × 60 cm   | Site Bührle |
|       | Maurice Utrillo     | La Butte Pinson                     | vers 1905 | huile sur toile            | 38 × 46 cm   | Site Bührle |
|       | Maurice Utrillo     | La Porte Saint-Martin à Paris       | vers 1910 | huile sur carton           | 60 × 73 cm   | Site Bührle |